# 中野晶
中野 晶（なかの あき、1962年11月10日 - ）は、東京都渋谷区出身の日本の女子プロゴルファー。

## 経歴
18歳からゴルフを始める。学習院大学卒業。1987年プロテスト合格、日本女子プロゴルフ協会入会。1989年までは賞金ランキング50位以下が続いた。
1990年はヤマハカップレディスオープンで5位タイと初のトップ10入り。スタンレーレディスゴルフトーナメント で3位など活躍し、賞金ランク25位で初のシード権獲得。
1991年はミヤギテレビ杯女子オープンゴルフトーナメントで通算1アンダー、2位・松澤知加子に2打差でツアー初優勝。宝インビテーショナルでは通算6オーバーながら森口祐子と自身初のプレーオフに臨み敗れた。賞金ランク14位で2年連続シード権。
1992年は伊藤園レディスゴルフトーナメントで通算7アンダー、2位・岡本綾子、柴田規久子に2打差で優勝。JLPGA明治乳業カップ年度最優秀女子プロ決定戦4アンダーで2位・服部道子に2打差で公式戦初優勝。賞金ランク11位で3年連続シード権。
1993年、1994年は優勝こそないもののシード権は獲得。
1995年は東洋水産レディス北海道で通算6アンダーと2位・大城あかね、安井純子、平瀬真由美、三橋里衣に3打差をつけて優勝。フジサンケイレディスクラシックでは安井とのプレーオフに敗れた。賞金ランクは初の一桁、8位。
1996年は那須小川レディスプロゴルフトーナメントで通算イーブンパー、2位・橋本愛子に3打差で優勝。賞金ランク18位。1997年は優勝がなく、賞金ランク41位と奮わず。
1998年は住友VISA太平洋クラブレディースで通算8アンダー、2位・不動裕理に3打差で優勝。賞金ランク16位。
1999年はゴルフ5レディスプロゴルフトーナメントで通算3アンダー、2位・藤井かすみに2打差で優勝。伊藤園レディスでは不動に1打届かず2位。賞金ランク6位。
2000年はWe Love KOBE サントリーレディスオープンゴルフトーナメントで通算16アンダー、2位・井上真由美、久保樹乃に5打差をつけて初の4日間大会優勝。 日本女子プロゴルフ選手権大会では高村亜紀・小野香子・米山みどり・天沼知恵子との5人プレーオフにもつれ込み、高村が優勝。LPGAツアーチャンピオンシップでは通算6アンダーで高又順・高村とのプレーオフの末、雪辱を果たし公式戦2度目の優勝。賞金獲得額7,362万円余で自己最高。賞金ランクも最高の2位。
2001年、2002年は優勝なし。2003年、ダイキンオーキッドレディスゴルフトーナメントでは2日目終了時25位タイから最終日自己最高スコア63を記録。首位不動と並んだがプレーオフに沈んだ。賞金ランク22位。
2004年以降は優勝なく、賞金ランク50位外が続いた。
2008年、レジェンズツアーで優勝。
その後は公式戦などのコースセッティングを担当。

## 人物・逸話
- プレーオフは5戦して1勝4敗。他の優勝8回も1打差はなく競り合いに弱かった。
- コースセッティング担当としては「選手から『疲れた。18ホール回って、脳みそ疲れちゃった』という言葉を引き出したい」と発言し、挑戦的な姿勢である[2]。

## 成績

### JLPGAツアー優勝 (9)
| No. | Date           | Tournament                     | スコア                | 2位との差  | 2位（タイ）                             |
| --- | -------------- | ------------------------------ | --------------------- | ---------- | --------------------------------------- |
| 1   | 1991年9月29日  | ミヤギテレビ杯女子オープン     | −1 (70-73-72=215)     | 2打差      | 松澤知加子                              |
| 2   | 1992年8月23日  | 伊藤園レディス                 | −7 (65-70-74=209)     | 2打差      | 岡本綾子 柴田規久子                     |
| 3   | 1992年11月29日 | JLPGA明治乳業カップ            | −4 (69-69-74=212)     | 2打差      | 服部道子                                |
| 4   | 1995年7月9日   | 東洋水産レディス北海道         | −6 (68-70-72=210)     | 3打差      | 大城あかね 安井純子 平瀬真由美 三橋里衣 |
| 5   | 1996年4月21日  | 那須小川レディス               | 0 (73-73-70=216)      | 3打差      | 橋本愛子                                |
| 6   | 1998年7月26日  | 住友VISA太平洋クラブレディース | -8 (70-71-67=208)     | 3打差      | 不動裕理                                |
| 7   | 1999年8月1日   | ゴルフ5レディス                | -3 (72-69-72=213)     | 2打差      | 藤井かすみ                              |
| 8   | 2000年6月11日  | サントリーレディス             | -16 (70-66-69-67=272) | 5打差      | 井上真由美 久保樹乃                     |
| 9   | 2000年11月26日 | LPGAツアーチャンピオンシップ   | -6 (70-72-70-70=282)  | プレーオフ | 高又順 高村亜紀                         |

※太字は公式戦

## 表彰
- LPGA敢闘賞 (2000年)
- バーディー数1位 (1995年, 1999年)